# Tarawih

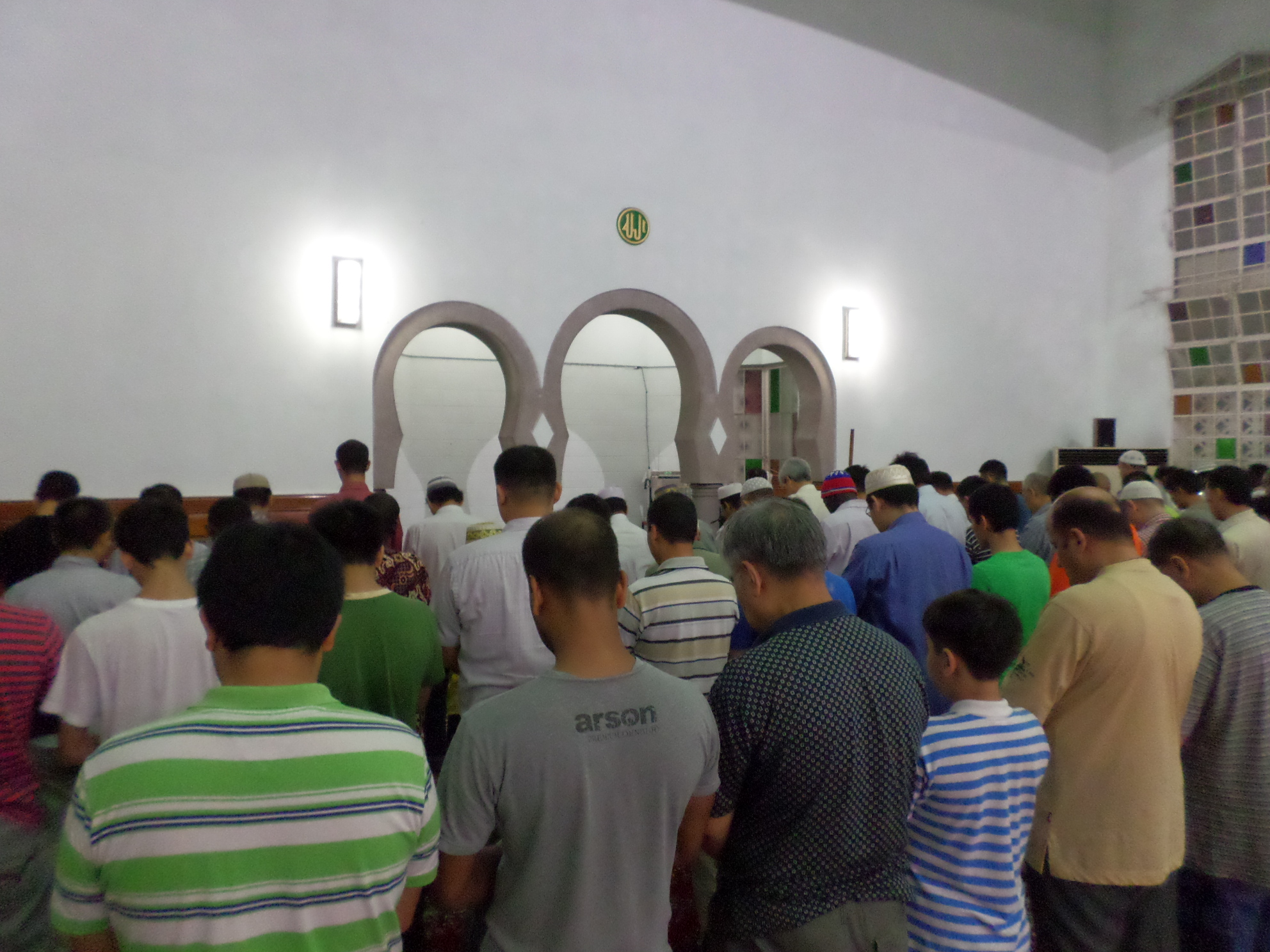
Tarawih

Tarawid ou Taraweed, ou At-Tarauih é uma oração voluntária realizada durante o mês do Ramadã, logo após a oração de Isha e antes da oração de Witir. O nome Táráveeh vem da palavra em árabe "tarawih", que significa "descanso e relaxamento". Estas orações são realizadas com tranquilidade e folga, com pausas entre cada série de rákahs. É uma Suna, que significa que é tradicionalmente praticada e considerada uma boa ação.
Oração de Taraweeh, como outros atos religiosos de adoração durante o Ramadã, é encorajada como uma maneira de aumentar a conexão com Allah (SWT) e também ganhar mais recompensas durante o mês. Outras atos religiosos como a leitura do Alcorão, a memorização do Alcorão e mais também são encorajados durante o Ramadã. Orações de Taraweeh proporcionam a oportunidade de fazer uma pausa e refletir sobre a fé e a dedicação a Allah (SWT). Serve para aprofundar a devoção durante este mês sagrado.
Uma das mais importantes orações dentro do Islã, o Taraweed tem esta denominação porque muitas pessoas sentavam-se para descansar dos 4 rakats, sendo que sua realização se faz/fazia muito prolongada, inserindo nela longas recitações alcorânicas. 

## Histórica
A primeira oração de Taraweeh foi realizada pelo próprio profeta Maomé no segundo ano do Ramadã. Ele a realizou em uma mesquita em 23 Ramadania, e alguns sahabas seguiram-no. Ele seguiu com as orações em 25 e 27 Ramadania, e mais sahabas se juntaram. No entanto, em 29 Ramadaniya, o Maomé SAW não saiu para a mesquita para fazê-la, apesar dos sahabas o estarem esperando.
Ele pretendia não fazer isso porque temia que a oração de Taraweeh seria obrigatória para sua comunidade e eles seriam sobrecarregados com ela. Ele explicou isso aos sahabas após a oração da subih.
Desde então, desde sua morte, os sahabas continuaram a orar, tanto por conta própria quanto em conjunto. O profeta SAW também rezava em casa ou na mesquita em vez de ir à mesquita em certas noites. Ele rezava 8 rakaats ou 10 rakaats, acompanhados pelo witr, o que se tornou 11 rakaats no total.
Depois da morte de Maomé SAW, alguns sahabas continuaram a seguir sua tradição e rezaram Taraweeh por conta própria ou em grupo. O califa Omar ibne Jattab, no entanto, mudou a oração Taraweeh com a inclusão de 20 rakaats, mais 3 para o witr, totalizando 23 rakaats. Desde então, esta tradição continua. No entanto, alguns muçulmanos continuam a seguir a sunnah de Maomé SAW com 8 rakaats, mais witr totalizando 9.
A oração de Taraweeh é uma tradição do Ramadã para os muçulmanos e muitos deles gostam de fazê-la em seus mesquitas ou casas. Muitos também assistem a uma oração Taraweeh na televisão ou online. Para os muçulmanos, é uma forma de expressar sua devoção a Allah e de se conectar com a comunidade muçulmana. É também uma tradição que é transmitida de geração em geração.

## Características
Oração de Taraweeh é realizada em pares de duas rakaas, a unidade de medida de orações islâmicas. Eles se descansam por alguns minutos após cada par. O nome Tarawih, traduzido para "resto" ou "relaxamento", provém especificamente dessa característica especial.
Realizada por homens e mulheres durante o mês de Ramadã, após a oração do Isha e antes da oração do Fajr, esta oração é confirmada por vários ralatos, considerada por boa parte dos muçulmanos como Sunnah autêntica.
O número total de raka'ahs varia de acordo com a escola e o movimento islâmicos e varia de 8 raka'ah a 46. Enquanto existem opiniões diferentes sobre quantos rak'ahs o profeta rezou, todos os estudiosos muçulmanos concordam que a qualidade da Tarawih é mais importante do que a quantidade.
De acordo com um Hadith de Sahih Al Bukhari, a oração de Taraweeh é de oitoas. O Profeta Muhammad (PBUH) liderou a oração de Taraweeh de oitoas. Taraweeh é orada em duas rakats. O mais curto é duas rakats e o mais longo é 20 rakaas.
Nos mesquitas do Marrocos, a oração geralmente inclui 16 rakaas, separadas em 8 rakaas depois da oração de Isha e 8 rakaas antes da fajr.
No entanto, durante o tempo do califa Omar ibne Abdalazize (717 a 720 dC), o povo de Medina observou a oração de taraweeh para 36 rakaas.
Enquanto isso, os muçulmanos na Indonésia geralmente rezam Taraweeh com 8 rakaats (com duas ou quatro saudações) ou 20 rakaats (com 10 saudações) por sessão. Desde que o desempenho de Tarawih em congregação geralmente é encerrado com a oração Witr, que contém 3 rakaats, os termos "Tarawih 23 rakaat" e "Tarawih 11 rakaat" surgiram entre o povo leigo.
A oração de Tarawih pode realmente ser realizada individualmente (munfarid), mas acredita-se ser mais benéfico (mais recomendado) realizar a Tarawih em congregação (jama'ah) na mesquita.
Pode-se concluir que a oração de Tarawih deve ser realizada com 8 rakaats como um mínimo necessário. Em relação ao número de saudações nesse grupo de 8 rakaats de Tarawih, há duas opções.
Durante a oração de Tarawih, o imame geralmente recitam um juz', um trigésimo primeiro, do Alcorã por noite, seguindo a ordem do livro sagrado. A prática permite a recitação completa do Alcorã até o fim do Ramadã.
Realizada por homens e mulheres durante o mês de Ramadan, após a oração do Isha e antes da oração do Fajr, esta oração é confirmada por vários ralatos, considerada por boa parte dos muçulmanos como Sunnah autêntica.